# Verzetsmuseum Amsterdam

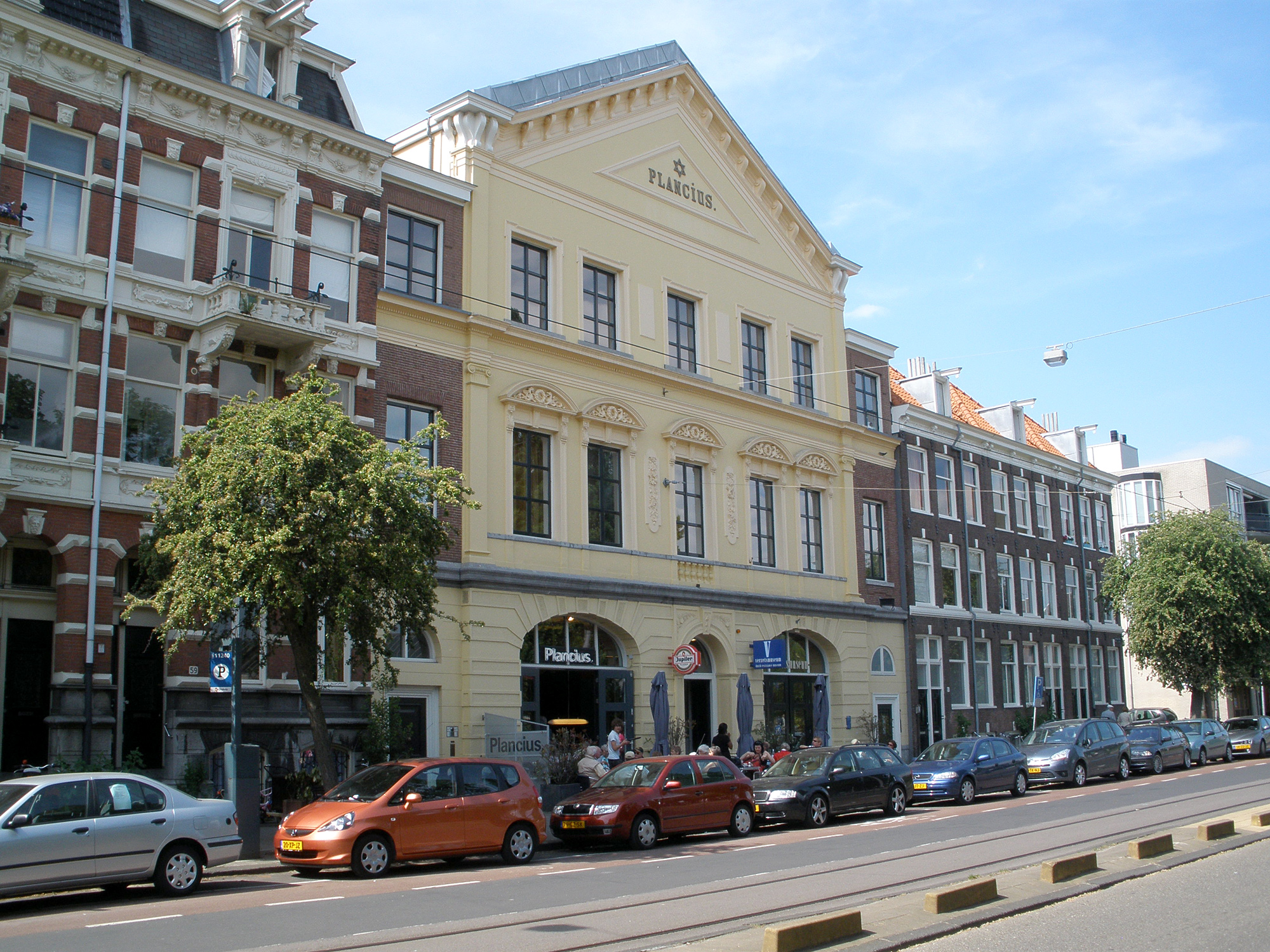
Verzetsmuseum (2008)

Das Niederländische Widerstandsmuseum in Amsterdam (niederländisch: Verzetsmuseum) ist ein historisches Museum zur Dokumentation des Widerstandes der Niederländer gegen die deutsche Besetzung des Landes während des Zweiten Weltkrieges.
Das Museum befindet sich im 1876 gegenüber dem Eingang zum Artis Zoo errichteten Plancius-Bau, einer ehemaligen Musikhalle und Theaterbau der Jüdischen Gemeinde Amsterdams. An den ursprünglichen Verwendungszweck erinnert der Davidsstern an der Fassade.
Es wurde 1984 eröffnet und im Jahr 2001 in die nationale niederländische Denkmalliste aufgenommen.
Die Ausstellung thematisiert den Februarstreik (1941), den Anschlag gegen das Amsterdamer Einwohnermeldeamt vom 27. März 1943 oder das Schicksal der hieran beteiligten Personen des Widerstandes.
Nach einem Umbau der Dauerausstellung wurde das Museum am 1. Dezember 2022 von Prinzessin Margret wiedereröffnet.
Das Museum, das schon zuvor den Namen „Held“ nicht verwendete, legt seither noch mehr Wert auf die entmythologisierte Darstellung der Zeit und „neue Akzente“. Unter den 100 porträtierten Personen sind jetzt auch Kollaborierende und Menschen die „eine andere Wahl“ getroffen haben. Gerade dadurch, dass die Umstände der Zeit mit allen Facetten gezeigt werden, will man zeigen, dass der Widerstand nicht einfach war: „Menschen waren oft nicht Held, Dämon oder Zuschauer, das lief in der Realität durcheinander“, sagte die Direktorin Van der Horst anlässlich der Neueröffnung.
Das Museum wurde für diese Neuausrichtung in den sog. sozialen Medien scharf angegangen.